# 英國通用電氣公司
英國通用電氣公司（英語：General Electric Company plc）是英國一家大型综合企业，業務範圍涵蓋電機工程、電子工程、通訊設備、國防工業等範疇，公司成立於1886年，總部位於英國考文垂。

## 歷史

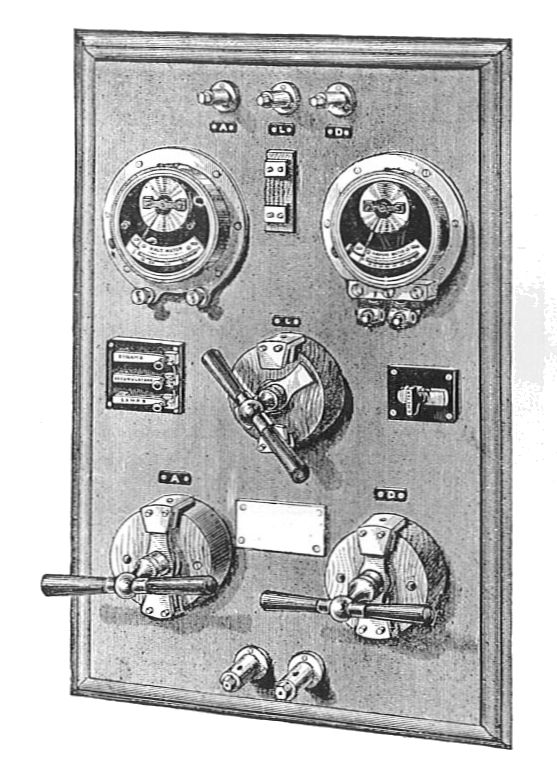
一個早期的配電箱，約1888年。

英國通用電氣公司的歷史可追溯至19世紀末，公司前身是一家名為賓斯瓦格公司（G.Binswanger and Company）的電器產品批發商，由德國移民古斯塔夫·賓斯瓦格（Gustav Binswanger）於1880年代在倫敦創立，古斯塔夫·賓斯瓦格後來又改名為古斯塔夫·拜恩（Gustav Byng）。1886年，拜恩與另一位德國移民雨果·赫斯特（Hugo Hirst）合作，而公司亦正式命名為通用電氣設備公司（G.賓斯瓦格）（The General Electric Apparatus Company (G.Binswanger)）。
自19世紀末開始，電力獲得廣泛應用，使人類社會跨入電氣時代，為企業提供了急速成長的市場。赫斯特預見到電氣產品業務的潛力，為此他走遍歐洲去了解當時最新的電氣產品，並於1887年為公司出版了第一本電氣產品目錄。1888年，公司收購了一家位於索爾福德的工廠，生產電話、電鈴、電力開關等產品。
1889年，公司正式註冊成立為一家私人公司，稱為通用電氣公司有限公司（The General Electric Company Ltd.）。此後，公司業務迅速擴張，並涉足各種電氣產品領域。1893年，公司決定投資電燈製造業務，不斷增長的電氣照明需求使該公司成為當時照明行業的領先者，並為公司帶來十分可觀的收入。1900年，公司註冊成立一家公共有限責任公司——通用電氣公司（1900年）有限公司（The General Electric Company (1900) Ltd.），至1903年再度更名為通用電氣有限公司（The General Electric Co. Ltd.）。1902年，通用電氣公司專門成立的第一家工廠——威頓工程工廠在伯明翰開業。
隨著古斯塔夫·拜恩於1910年去世，雨果·赫斯特成為公司的主席以及董事總經理。1910年代，公司繼續擴大在國內和海外的業務規模，在歐洲多國、日本、澳洲、南非和印度等地均設立了分支機構。第一次世界大戰的爆發進一步促進了企業在電氣行業的發展，戰爭期間公司大量生產與軍事裝備有關的電氣產品，例如收音機、信號燈和電弧燈碳精棒（探照燈）等。

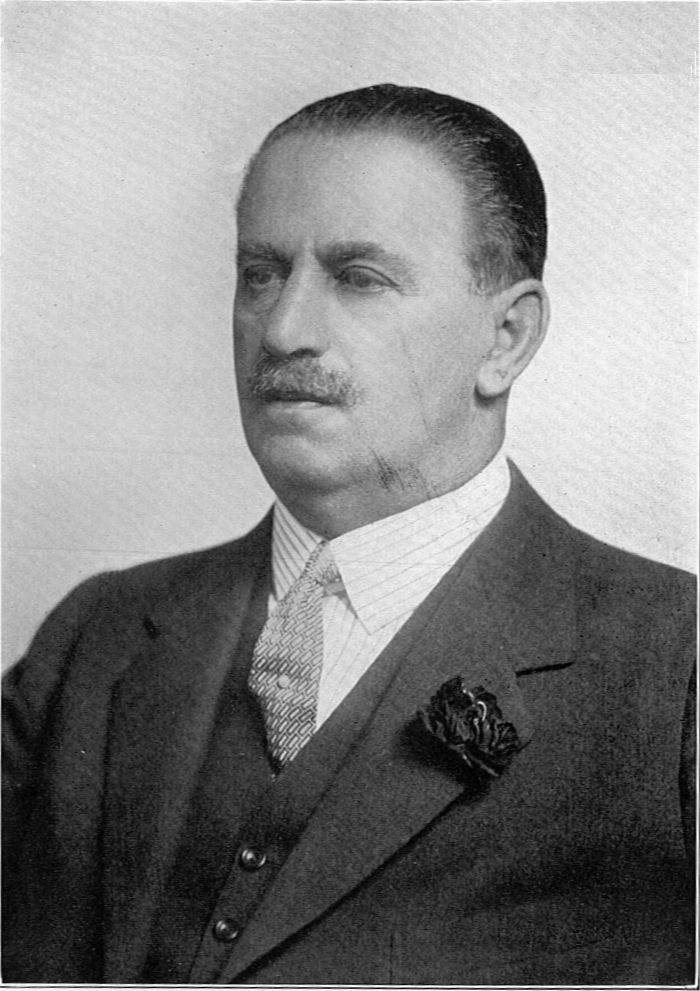
雨果·赫斯特（Sir Hugo Hirst, Bt.）攝於約1930年。

在兩次大戰之間的和平時期，英國通用電氣公司已經擴大為一家跨國企業乃至一個國家機構。1919年，英國通用電氣公司的無線電真空管製造部門與馬可尼公司的相關部門合併，組成獨立的马可尼-欧司朗电子管公司（Marconi-Osram Valve Company）。1920年代，英國通用電氣公司積極參與英國國家電網的建設。
第二次世界大戰期間，該公司是英國軍用電子產品和工程產品的主要供應商，其中軍用雷達是其最重要的貢獻之一，科學家約翰·蘭德爾和哈利·布特在伯明翰大學成功研製了實用化的多腔磁控管，使雷達技術在二戰發揮了重要的作用。雨果·赫斯特在1943年去世後，他的女婿萊斯利·甘米居（Leslie Gamage）與哈利·雷林（Harry Railing）接任為公司的聯席董事總經理。
1961年，英國通用電氣公司與英国工业家迈克尔·索贝尔爵士（Michael Sobell）旗下的無線電及聯盟工業有限公司（Radio & Allied Industries Ltd.）合併，他的女婿阿諾德·溫斯托克（Arnold Weinstock）1963年成為公司的董事總經理，並將公司總部從倫敦的霍爾本區遷往梅费尔區的新建辦公大樓。戰後初期，儘管市場對電子消費產品、大型機械工程以至核能發電的需求與日俱增，但面對日益激烈的競爭和公司內部的管理混亂，使公司利潤出現自創立以來的首次下降。
溫斯托克接手後，首先對公司內部的管理實行整頓，並裁減員工和削減福利，以提高企業的營運效率。然後在1960年代後期，英國通用電氣公司開始兼併很多日漸衰弱的邊緣企業，例如聯合電氣工業集團（AEI），其中包括了都城-維克斯公司（Metropolitan-Vickers）、英國湯臣-侯斯頓公司（BTH）、西門子兄弟公司（Siemens Brothers & Co.）、熱點電器公司（HEAC）、W.T.亨利公司（W. T. Henley Ltd.）、貝利克公司（Birlec）等企業。1968年，又收購了著名的英國電氣公司（English Electric），其中包括艾略特兄弟公司（Elliott Brothers）、馬可尼公司（Marconi）、拉斯頓和霍恩斯比公司（R&H）、羅伯特·斯蒂芬森和霍索恩公司（RSH）、伏爾幹鑄造廠（Vulcan Foundry）、迪克科爾公司（Dick, Kerr and Company）等。
1979年，英國通用電氣收購了稱重儀器製造商W&T艾弗里公司（W & T Avery Ltd.）。1981年4月，收購了作為軍用無線電和紅外線技術領導者的辛辛那提電子公司（Cincinnati Electronics）。同年，又收購了美國的醫療成像設備製造商皮克公司（Picker Corporation），並將其英國通用電氣公司的醫療設備部門、劍橋儀器公司、美國光學公司合併，組成皮克國際公司（Picker International）。1984年，英國通用電氣以排名第三成為首100家進入富時100指數的大型企業，規模僅次於英國石油和蜆殼公司，公司市值達到4.915億英鎊。至1985年，又收購了英國造船公司旗下的亞羅造船廠。
溫斯托克通過一系列的併購，讓英國通用電氣發展壯大，使其一舉成为英國電氣設備行業的龍頭企業。同時，英國通用電氣公司亦成為英國最大的私人雇主，在1983年的公司僱員總數多達25萬人。

## 參看
- 都城-維克斯公司
- 英國電氣公司
- 馬可尼公司